# Conradinum
Szkoły Okrętowe i Techniczne Conradinum  – gdański zespół szkół ponadpodstawowych, w skład, których wchodzi Technikum nr 18 oraz Branżowa Szkoła I stopnia nr 18.

## Historia

### Patron
Początki Conradinum sięgają 1801 roku, kiedy na mocy testamentu Karola Fryderyka Conradiego powstał w Jankowie „Prowincjonalny Instytut Szkolny i Wychowawczy im. Conradiego”.

W testamencie ustanawiającym instytut szkolny i wychowawczy fundator dał wyraz swej woli w sposób następujący: Powody, które mnie już od kilku lat do tej fundacji skłaniały są, aby potomności tej prowincji, a w szczególności w moich majątkach, pozostawić rzeczywisty i trwały pożytek. A ponieważ moje nazwisko rodowe prawdopodobnie wygaśnie, będzie ono mogło pozostać w dobrej pamięci dzięki temu, że:
- instytut trwale będzie nosił nazwę: „Prowincjonalny Instytut Szkolny i Wychowawczy im. Conradiego”,
- wychowankowie w swym stroju będą posiadali znak wyróżniający fundatora (stąd w szkole noszone są mundury ze znaczkami, na których widnieje symbol litery „C”),
- imię jego będzie wspominane podczas corocznych obchodów założenia fundacji,
- studenci instytutu po ukończeniu nauki ponownie wspomną o fundatorze przy składaniu publicznych egzaminów końcowych.

Tradycją przedwojennego Conradinum było noszenie przez absolwentów oryginalnych w swym kształcie czapek z wyhaftowanym złotą nicią herbem Conradiego.

### Początki
W 1801 roku w Jankowie k. Gdańska otwarto gimnazjum z internatem. Szkoła została otwarta trzy lata po śmierci von Conradiego i była zakładem szkolno-wychowawczym, na którego czele stanął Rajnold Bernard Jachmann, uczeń i przyjaciel Kanta. Uczniowie z ubogich rodzin korzystali z nauki bezpłatnie, a niektórzy z nich otrzymali stypendia. Początkowo był to rodzaj gimnazjum, w 1819 roku zamieniono je na seminarium nauczycielskie, które gdy nie miało chętnych do nauki przekształcono w 1840 roku na wyższą szkołę realną.

### Przeniesienie
Budowę nowej siedziby Conradinum (szkoła, internat, sala gimnastyczna, budynek sanitarny, rozległy ogród) rozpoczęto późną jesienią 1898 roku, prowadzono przez 21 miesięcy. Uroczyste otwarcie nastąpiło 17 października 1900 roku. Przeniesienie Conradinum z Jankowa do Gdańska-Wrzeszcza stanowiło głęboki przełom w dotychczasowym systemie wychowawczym szkoły. Przede wszystkim olbrzymia liczba uczniów bytowała obecnie poza internatem, a więc nie podlegała już całodobowemu nadzorowi nauczycieli, którzy zresztą też mieszkali „w mieście”. Jednak ogólne zasady pozostawały takie same, jak dawniej:
- przyjmowano wyłącznie młodzież męską,
- nie pytano o wyznanie, czy pochodzenie,
- oceniano przede wszystkim pilność w nauce.

### Przekształcenia
W latach 1936–1939 powiększono budynek szkolny o nowe pomieszczenia, wówczas także humanistyczne progimnazjum przekształcono w 9-klasowe gimnazjum, kończące się maturą. Do końca II wojny światowej Conradinum było szkołą typu ogólnokształcącego. Po wojnie w murach szkoły utworzono pierwszą w kraju placówkę szkolnictwa średniego techniki okrętowniczej. Organizatorem i pierwszym dyrektorem (1945–1949) Państwowego Liceum Budownictwa Okrętowego (następnie Technikum Budowy Okrętów) był Aleksander Potyrała. Przed 1940 rokiem do Conradinum po raz pierwszy przyjęto grupkę dziewcząt. W czerwcu 1991 roku otwarto XVIII Liceum Ogólnokształcące, a w roku 1995 rozpoczęło działalność Liceum Techniczne Nr 3 – nowy typ szkoły. W latach 1972–1975 dokonano rozbudowy o kolejne nowe 3-piętrowe skrzydło, powstał łącznik z internatem. 1 kwietnia 1996 roku otworzona została szkolna siłownia wraz z szatnią. Pełna nazwa szkoły brzmi Szkoły Okrętowe i Techniczne Conradinum (SOiT Conradinum). W lutym 2017 radni miasta Gdańska podjęli decyzję o likwidacji XVIII Liceum Ogólnokształcącego.

### Zabytki
Zespół szkoły Conradinum, zbudowany w latach 1898–1900: szkoła, internat, sala gimnastyczna, budynek gospodarczy (sanitarny), ogrodzenie z bramą i furtkami.
W 1999 Conradinum zostało wpisane do rejestru zabytków województwa pomorskiego.

### Wyróżnienia
W 1984 szkoła została odznaczona Krzyżem Oficerskim Orderu Odrodzenia Polski, a w 2002 za zasługi dla Gdańska, szczególnie za osiągnięcia dydaktyczne i przygotowanie na bardzo wysokim poziomie kadr dla gospodarki morskiej – Medalem św. Wojciecha.

## Kształcenie
Technikum daje możliwość kształcenia w specjalności: technik mechatronik, technik budowy jednostek pływających, technik chłodnictwa i klimatyzacji, technik elektryk, technik mechanik, technik urządzeń dźwigowych, a Branżowa Szkoła w specjalności: mechatronik, elektromechanik monter kadłubów jednostek pływających, mechanik – monter maszyn i urządzeń.

## Znani uczniowie
- Uczniem szkoły średniej w Conradinum przez dwa lata był Günter Grass, laureat literackiej nagrody Nobla z 1999 roku[6].
- Absolwentami Conradinum są m.in.: Bogdan Wenta, były trener reprezentacji Polski w piłce ręcznej, Andrzej Perepeczko, pisarz, Bolesław Fac, pisarz, abp. Zbigniew Zieliński, arcybiskup metropolita poznański i Miłka Raulin, alpinistka[7].